# Phylloscartes sylviolus
El orejerito ojirrojo (Phylloscartes sylviolus), también denominado mosqueta cara canela (en Argentina), mosquetita de cara canela (en Paraguay) o atrapamoscas bayo, es una especie de ave paseriforme de la familia Tyrannidae, perteneciente al  numeroso género Phylloscartes. Es nativo del centro oriental de Sudamérica. 

## Distribución y hábitat
Se distribuye en el sureste y sur de Brasil (al sur desde Espírito Santo), este de Paraguay y el extremo nororiental de Argentina (Misiones).
Esta especie es considerada poco común y local en sus hábitats naturales: el dosel y los bordes de selvas húmedas de la Mata Atlántica, principalmente por debajo de los 600 m de altitud.

## Estado de conservación
El orejerito ojirrojo ha sido calificado como casi amenazado por la Unión Internacional para la Conservación de la Naturaleza (IUCN) debido a que su población, todavía no cuantificada, se sospecha estar en decadencia moderadamente rápida y continua como resultado de la pérdida de hábitat.

## Sistemática

### Descripción original
La especie P. sylviolus fue descrita por primera vez por los ornitólogos alemanes Jean Cabanis y Ferdinand Heine en 1860 bajo el nombre científico Leptotriccus sylviolus; su localidad tipo es: «Brasil; restringido para Río de Janeiro».

### Etimología
El nombre genérico masculino «Phylloscartes» se compone de las palabras del griego «phullon» que significa ‘hoja’, y «skairō» que significa ‘saltar, bailar’; y el nombre de la especie «sylviolus» es un diminutivo del latín moderno «sylvia» que designa a los pájaros denominado currucas y otros (Sylviidae).

### Taxonomía
Es monotípica.